# روبرت دروست
روبرت دروست (بالإنجليزية: Robert Drost)‏ هو عالم حاسوب وشخصية أعمال أمريكي، ولد في 17 أغسطس 1970 في نيويورك في الولايات المتحدة.